# کندوا (شهرستان اوزکند)
کندوا (به لاتین: Kandava) یک منطقهٔ مسکونی در قرقیزستان است که در شهرستان اوزکند واقع شده‌است. کندوا ۸۲۰ نفر جمعیت دارد و ۱٬۳۴۴ متر بالاتر از سطح دریا واقع شده‌است.